# Equus graziosii
Equus graziosii è una specie di equidi estinta, vissuta nel Pleistocene superiore (circa 30.000 - 10.000 anni fa) e i suoi resti fossili sono stati ritrovati in Italia.

## Descrizione
Conosciuto per fossili incompleti comprendenti alcuni crani, questo equide doveva essere piuttosto simile a un asino o a un emione. Come questi ultimi, il vomere era molto lungo, ma alcune caratteristiche ricordavano più le zebre (come il muso molto stretto e le ossa frontali larghe). Altre caratteristiche che ricordano gli asini sono presenti nella scapola, nella pelvi e nel radio molto snello. La struttura dei molari, tuttavia, era molto diversa.

## Classificazione
Equus graziosii è stato descritto per la prima volta nel 1966 da Augusto Azzaroli, sulla base di fossili ritrovati presso Arezzo (Toscana), in terreni del Pleistocene superiore. Equus graziosii sembrerebbe essere stato strettamente imparentato con gli asini (Equus asinus, Equus hemionus), almeno stando a numerose caratteristiche morfologiche del cranio e dello scheletro (Azzaroli, 1979). 

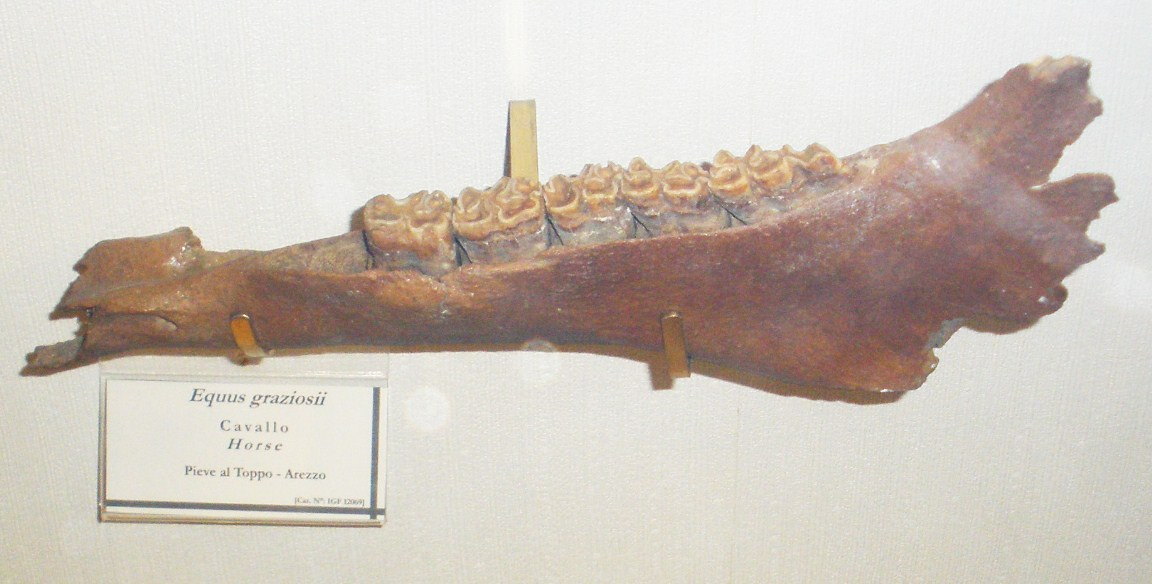
Mandibola di Equus graziosii

Altre caratteristiche tuttavia richiamano le zebre, in particolare Equus grevyi (Eisenmann e Kuznetsova, 2004), per quanto riguarda il muso; potrebbe essere un caso di convergenza evolutiva con le zebre.